# Staurokonidium

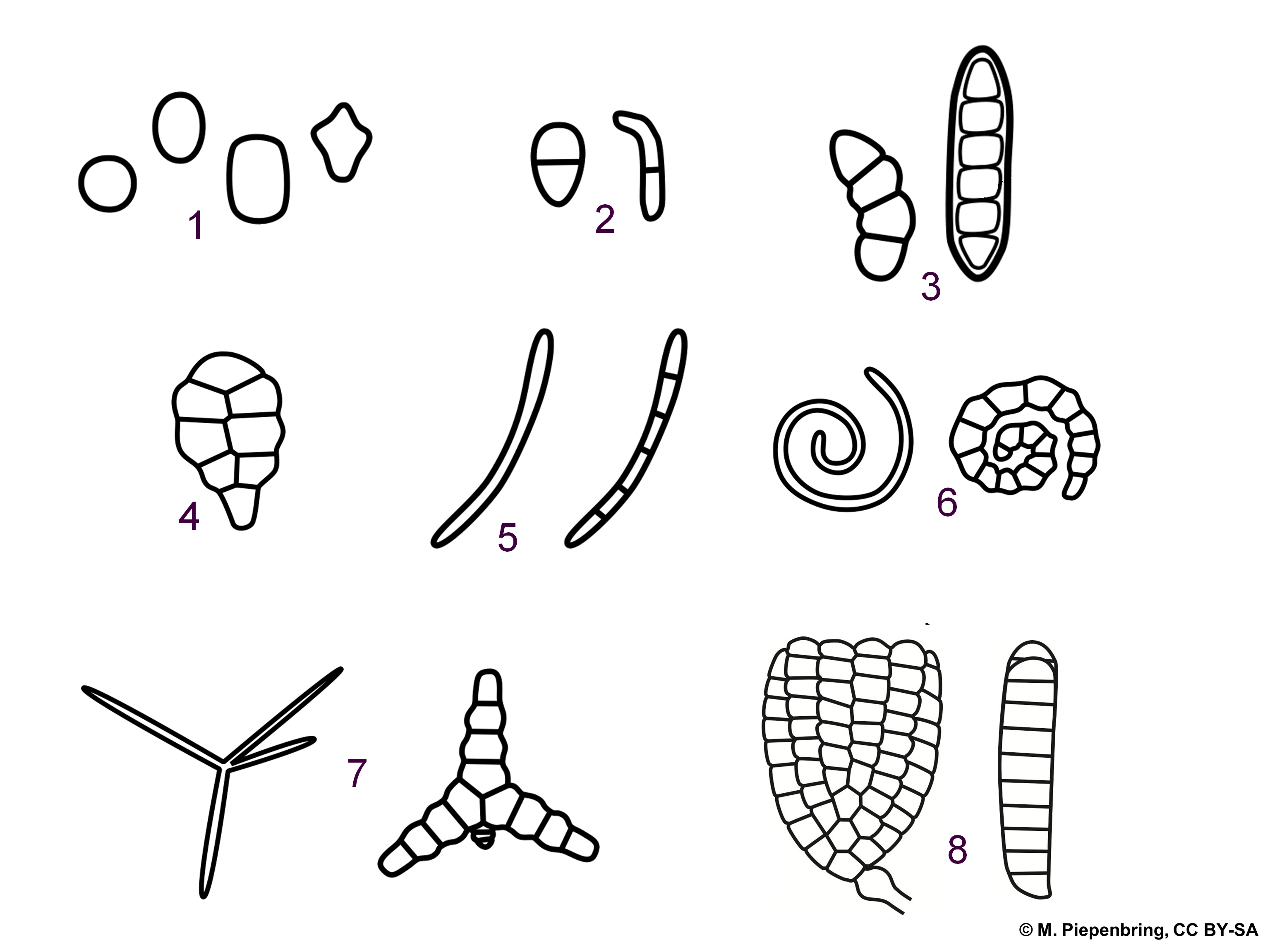
Typy konidiów wg P. A. Saccardo: 1 – amerokonidia, 2 – didymokonidia, 3 – fragmokonidia, 4 – diktiokonidia, 5 – skolekokonidia, 6 – helikokonidia, 7,8 – staurokonidia

Staurokonidium, staurospora, asterokonidium, asterospora – rodzaj konidium, czyli bezpłciowego zarodnika grzybów. Charakteryzuje się tym, że posiada gwiaździsty kształt lub gwiaździste ramiona. Jest to jeden z siedmiu typów zarodników konidialnych wyróżnionych przez P.A. Saccardo. Staurokonidia mogą być jedno lub wielokomórkowe i mają kilka osi symetrii, skręconych nie więcej, niż o 180°.
U pasożytniczego gatunku Valdensinia heterodoxa staurokonidia posiadają 4–5 promienistych ramion wyrastających z centralnej części zarodnika. Na górnej stronie tych ramion i na górnej stronie części centralnej znajdują się ściśle upakowane nabrzmienia tworzące zwartą, palisadową strukturę. Przy dużej wilgotności zwiększa się ich turgor i pęcznieją, wyginając się w dół. Odbywa się to tak gwałtownie, że zarodniki odpychając się wyginającymi się ramionami od liścia zostają wyrzucone na odległość 25–30 cm. W ten sposób same się rozsiewają i infekują sąsiednie rośliny (ballochoria).